# 27 de agosto
El 27 de agosto es el 239.º (ducentésimo trigésimo noveno) día del año en el calendario gregoriano y el 240.º en los años bisiestos. Quedan 126 días para finalizar el año..

## Acontecimientos
- 479 a. C.: en el marco de la segunda guerra médica (480-479 a. C.) la liga Helénica obtiene una victoria definitiva frente a Jerjes I, en las batallas de Platea y de Mícala.
- 410: En Roma (Imperio romano), el saqueo de los visigodos termina a los tres días.
- 1137: Ramiro II promete mediante documento firmado en el castillo de Ayerbe, que no hará ninguna donación sin permiso de su yerno Ramón, conde de Barcelona.
- 1172: En Londres (Reino Unido), el rey Enrique el Joven y Margarita de Francia son coronados rey y reina menores de Inglaterra.
- 1232: Shikken Hojo Yasutoki, del shogunato Kamakura, promulga el Goseibai Shikimoku, el primer código legal japonés que rige la clase samurái.
- 1301: en Praga (Hungría), Wenceslao III de Bohemia es coronado rey de Hungría.
- 1557: en el marco de las Guerras Italianas, Felipe II de España toma finalmente la ciudad de San Quintín, sitiada hace días atrás, posterior a la batalla de San Quintín.
- 1593: en París (Francia), un tal Pierre Barrière fracasa en un intento de asesinar a Enrique IV de Francia.
- 1597: en Chilcheollyang, en la costa sur de la península de Corea, 218 km al noroeste de Japón ―en el marco de las invasiones japonesas de Corea (1592-1598)― una flota japonesa de 500 barcos destruye la flota de 200 barcos del comandante de Joseon Won Gyun en la batalla de Chilcheollyang.
- 1600: el ejército occidental de Ishida Mitsunari comienza el asedio del castillo de Fushimi, que está ligeramente defendido por una guarnición Tokugawa mucho más pequeña liderada por Torii Mototada.
- 1664: Jean-Baptiste Colbert funda la Compañía Francesa de las Indias Orientales.
- 1689 (según el calendario juliano): en la ciudad de Nérchinsk (Rusia), 340 km al norte de la frontera con Mongolia, y 2200 km al norte de Pekín, representantes del Imperio Qing (que gobernó la actual China entre los años 1644 y 1912) y del Imperio ruso firman el Tratado de Nérchinsk.
- 1776: en el marco de la guerra de Independencia de los Estados Unidos, miembros del 1er Regimiento de Maryland cargan repetidamente contra una fuerza británica numéricamente superior durante la batalla de Long Island, permitiendo que escapen el general George Washington y el resto de las tropas estadounidenses.
- 1783: en París (Francia), los hermanos Montgolfier lanzan al espacio un globo aerostático que recorre 20 km en 45 minutos.
- 1791: en la aldea de Pillnitz, a 13 km al este de la ciudad de Dresde ―en el marco de la Revolución francesa (1789-1899)―, Federico Guillermo II de Prusia y el emperador Leopoldo II del Sacro Imperio Romano Germánico, firman la Declaración de Pillnitz, declarando el apoyo conjunto del Sacro Imperio Romano Germánico y Prusia a la monarquía francesa (que había sido derrocada por la Revolución francesa), lo que contribuye al estallido de la Guerra de la Primera Coalición.
- 1793: la ciudad de Tolón ―en el marco de las Guerras revolucionarias francesas― se subleva contra la República Francesa y admite que las flotas británica y española se apoderen de su puerto, lo que da lugar al sitio de Tolón por las fuerzas revolucionarias francesas.
- 1798: las fuerzas irlandesas y francesas unidas de Wolfe Tone se enfrentan al ejército británico en la batalla de Castlebar, parte de la rebelión irlandesa de 1798, que da lugar a la creación de la República títere francesa de Connacht.
- 1810: en el marco de las guerras napoleónicas, la Marina francesa derrota a la Marina real británica, impidiéndoles tomar el puerto de Grand Port en Isla de France (actual República de Mauricio, en África).
- 1813: cerca de la ciudad de Dresde (Alemania), en el sur de Alemania y a 1020 km al este de París ―en el marco de las guerras napoleónicas―, Napoleón Bonaparte vence a la Sexta Coalición (formada por austríacos, rusos y prusianos) en la batalla de Dresde. Será la última victoria de Napoléon en Europa Central.
- 1825: en Montevideo el grupo patriota de los Treinta y Tres Orientales vence la sublevación contra el Imperio del Brasil y decretan la independencia de la Banda Oriental (actual República Oriental del Uruguay).
- 1828: en Montevideo representantes del Imperio del Brasil y de la Argentina firman el Tratado de Montevideo (Convención Preliminar de Paz (1828)), que promovió la creación de un nuevo estado americano y dio base jurídica a su existencia como nación independiente al Estado Oriental del Uruguay.[1]
- 1831: el británico Michael Faraday descubre el fenómeno de la inducción magnética.
- 1832: Black Hawk, líder de la tribu Sauk de nativos americanos, se rinde a las autoridades estadounidenses, poniendo fin a la Guerra del Halcón Negro.
- 1847: en México ―en el marco de la invasión estadounidense, el general Antonio López de Santa Anna confiere al general Nicolás Bravo (71) el mando de Chapultepec para que organice la defensa del castillo ante los invasores estadounidenses.
- 1858: en la localidad toledana de Guarrazar (España) es hallado el segundo tesoro visigodo. (El primero había sido localizado por una lugareña dos días antes).
- 1859: en Titusville (Pensilvania), el emprendedor estadounidense Edwin Drake (1819-1880) descubre el primer pozo de petróleo comercialmente exitoso del mundo.
- 1881: cerca de la ciudad de Savannah (estado de Georgia) toca tierra el huracán Georgia, causando unas 700 muertes.
- 1883: en Indonesia sucede el cuarto y más violento día de erupción del volcán Krakatoa, que dejará un saldo de 36 417 víctimas fatales. Se registran cuatro explosiones (a las 5:30, 6:42, 8:20 y 10:02 hora local). La última hace volar toda la isla. La ceniza alcanzó los 80 km de altitud. La explosión se considera el ruido más fuerte de la Historia de la humanidad: se percibieron 180 dB a 160 km; se oyó hasta en Perth (Australia, a 3500 km) y en la isla Mauricio (a 4800 km). La onda expansiva se registró en barómetros en todo el mundo durante 5 días después de la explosión.
- 1885: en Lima (Perú), el mártir de la medicina peruana, estudiante de dicha carrera, Daniel Alcides Carrión (1857-1885) se hace inocular sangre macerada de una tumoración verrugosa infectada con Bartonella bacilliformis con la finalidad de contribuir al estudio y manejo de la ahora conocida como enfermedad de Carrión, una variante de la bartonelosis.
- 1891: Francia y Rusia firman un entendimiento.
- 1893: cerca de Savannah (estado de Georgia), toca tierra el huracán Sea Islands, causando entre 1000 y 2000 muertos.
- 1895: en el marco de la Invasión japonesa de Taiwán (1895), el Imperio del Japón derrota decisivamente a un pequeño ejército formosano en Changhua, paralizando la efímera República de Formosa y provocando su rendición dos meses después.
- 1896: en la isla de Zanzíbar, entre las 9:02 y las 9:40 de la mañana (hora local) ―en el marco de la guerra anglo-zanzibariana― los barcos de la Armada Real británica destruyen a cañonazos el palacio Casa de las Maravillas en 38 minutos. Los soldados invaden el país y lo convierten en colonia británica. Se considera la guerra más corta de la Historia.
- 1899: la diócesis de Aguascalientes se erigió mediante bula expedida por el papa León XIII.
- 1900: comienza a funcionar la primera línea de autobús de larga distancia, de 320 km, entre Londres y Leeds, distancia que se recorría en dos días una vez a la semana
- 1908: en la ciudad de Barcelona (España) estallan dos bombas. (Véase Semana Trágica de Barcelona).
- 1908: la dinastía Qing promulga el Qinding xianfa dagang, el primer documento constitucional de la historia de China, que transforma el Imperio qing en una monarquía constitucional.
- 1909: en la ciudad de Monterrey (México) sucede la inundación más fuerte de esa ciudad («Día trágico»)
- 1910: en Estados Unidos, Thomas Edison lleva a cabo la primera demostración del quinetoscopio, un cinematógrafo con sonido.
- 1914: en África ―en el marco de la Primera Guerra Mundial (1914-1918)―, soldados franceses y británicos ocupan el Togo alemán.
- 1914: 192 km al noreste de París ―en el marco de la Primera Guerra Mundial (1914-1918)― los alemanes vencen a la retaguardia británica de los Fusileros Reales de Munster durante la Gran Retirada en la batalla de Étreux.
- 1914: en la costa china de Qingdao ―en el marco de la Primera Guerra Mundial (1914-1918)―, una flota japonesa comandada por el vicealmirante Sadakichi Kato impone un bloqueo a lo largo de toda la costa de la Tsingtao alemana, iniciando el sitio de Tsingtao.
- 1915: en la ciudad de Winona (estado de Minesota), 491 km al noroeste de la ciudad de Chicago, el sacerdote católico Louis M. Lesches, con problemas mentales, perpetra un intento de asesinato contra Patrick Heffron (1856-1927), obispo de la diócesis de Winona.
- 1916: en el marco de la Primera Guerra Mundial (1914-1918), el Reino de Rumanía declara la guerra a Austria-Hungría, entrando en la guerra como una de las naciones aliadas.
- 1918: en la villa de Nogales (México), en la frontera con Estados Unidos ―en el marco de la Revolución Mexicana―, las fuerzas del ejército estadounidense vencen a los carrancistas mexicanos en la batalla de Ambos Nogales. Es la única batalla de la Primera Guerra Mundial que se libró en suelo estadounidense.
- 1918: el gobierno soviético hace más concesiones a Alemania en una cláusula adicional al tratado de Paz de Brest-Litovsk.
- 1919: en Moscú (Unión Soviética), el Consejo de Comisarios del Pueblo adoptó un decreto sobre la nacionalización de la producción cinematográfica nacional. Todas las sociedades anónimas quedaron bajo el control del Comisariado del Pueblo de Educación de la RSFSR (República Socialista Federativa Soviética de Rusia). Sobre la base de este decreto, por resolución del Comisariado del Pueblo de Educación del 18 de septiembre de 1919, se creó el VFKO (Departamento Panruso de Foto y Cinematografía), al que se transfirió todo el trabajo foto y cinematográfico dentro de la RSFSR.
- 1920: en Argentina se realiza la primera transmisión de radiodifusión (en este día se celebra cada año el Día de la Radiodifusión).
- 1922: el ejército turco arrebata al Reino de Grecia la ciudad egea de Afyonkarahisar.
- 1924: el servicio telefónico de todo el suelo español es adjudicado a la Compañía Telefónica de España.
- 1927: en Canadá, cinco mujeres presentan una petición ante el Tribunal Supremo: «¿Están incluidas las personas de sexo femenino en la palabra “personas” mencionada en el artículo 24 de la Ley de la América del Norte Británica de 1867?».
- 1928: en el Quai d'Orsay (París), 15 países firman el Pacto Kellogg-Briand, que prohíbe la guerra. Finalmente lo firmarán 61 naciones.
- 1930: en Perú, una Junta Militar realiza un golpe de Estado.
- 1931: se realiza el primer vuelo comercial transatlántico.
- 1931: se suprimen las trabas legales para que los militares españoles contraigan matrimonio.
- 1933: durante un Festival Bíblico en la ciudad de Bloemfontein (Sudáfrica) se presenta la primera Biblia en idioma afrikáans.
- 1937: se disuelve la Junta de Defensa del norte de España, en el transcurso de la guerra civil española (1936-1939).
- 1938: en la guerra civil española  (1936-1939) se constituye de nuevo el Tribunal Supremo bajo la presidencia de Felipe Clemente de Diego; de los 20 magistrados que lo componían, 13 ocupan otra vez su puesto.
- 1939: Alemania exige la devolución de Danzig y el «corredor polaco».
- 1939: se lleva a cabo el primer vuelo de un avión pilotado sin hélice (un turborreactor), un Heinkel 178 alemán que se desplaza con motores de reacción.
- 1941: en la Unión Soviética ―en el marco de la Segunda Guerra Mundial (1939-1945)―, la Flota del Báltico evacua la base naval de Tallin.
- 1942: en las barrancas de las afueras de la ciudad de Sarni, 314 km al oeste de Kiev (en la Ucrania ocupada por Alemania), la Policía Auxiliar Ucraniana, asistida por unos 200 nacionalistas de la Organización Todt (que pasaron semanas saqueando cada hogar judío ucraniano) ejecutan a tiros a unos 18 000 hombres, mujeres y niños judíos (masacre de Sarni, entre el 27 y el 28 de agosto).
- 1943: en la isla de Creta ―en el marco de la Segunda Guerra Mundial (1939-1945)― la Luftwaffe alemana arrasa el pueblo de Vorizia.
- 1943: en el Teatro de Operaciones del Pacífico ―durante la Segunda Guerra Mundial (1939-1945)― las fuerzas japonesas evacuan la isla de Nueva Georgia.
- 1946: Jorge II vuelve de su exilio londinense para continuar en el trono griego tras haberse realizado un plebiscito popular.
- 1949: en Semipalatinsk (Kazajistán) la Unión Soviética detona su primera bomba atómica (la octava en la Historia humana), con el nombre clave RDS-1 (‘primer relámpago’). Los espías estadounidenses la habían denominado Joe-1.
- 1949: en Bolivia estalla una guerra civil, liderada por el MNR (Movimiento Nacionalista Revolucionario) que proclama a Víctor Paz Estenssoro (todavía en el exilio) como presidente de la República. El ejército nacional perpetra una fuerte represión, que incluyó bombardeos a Cochabamba y Santa Cruz.
- 1952: finalizan en Luxemburgo las negociaciones germano-israelíes sobre reparaciones del nazismo; Alemania pagará a Israel el equivalente a 3000 millones de francos.
- 1953: Se firma de forma discreta el Concordato entre el Estado franquista español y la Santa Sede, en el que se acordaba el reconocimiento internacional de España como Estado Católico, a cambio de una serie de privilegios jurídicos, políticos y fiscales para la Iglesia católica, tales como el monopolio religioso en la enseñanza, exención del servicio militar, derecho a la censura o la protección frente a investigaciones policiales.
- 1955: se constituye en Río de Janeiro la Confederación Anticomunista Interamericana para la Defensa Continental, adoptándose un plan contra las infiltraciones.
- 1955: en Londres (Reino Unido) se publica la primera edición del Libro Guinness de los récords.
- 1956: en el Reino Unido, la central nuclear de Calder Hall se conecta a la red eléctrica nacional, convirtiéndose en la primera central nuclear comercial del mundo en generar electricidad a escala industrial.
- 1957: en el Río de la Plata, el buque argentino Ciudad de Buenos Aires choca con el carguero estadounidense Mormack Surf; en el siniestro perecen más de un centenar de personas.
- 1957: en el área de pruebas atómicas de Nevada (a unos 108 km al noroeste de la ciudad de Las Vegas), a las 14:35 (hora local), Estados Unidos detona a 150 m bajo tierra su bomba atómica Pascal-B, de 0,3 kilotones. Es la bomba n.º 105 de las 1132 que Estados Unidos detonó entre 1945 y 1992. Una tapa de acero de 900 kg que cubría una boca de una antigua mina sale disparada al espacio a 66 km/s, convirtiéndose en el primer objeto humano que sale del campo de gravedad terrestre (un año antes del Sputnik soviético).

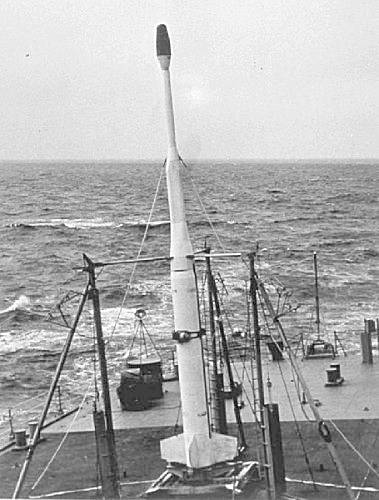
Uno de los tres cohetes X-17 Argus (cada uno portaba una cabeza atómica que se hizo explotar en el espacio).

- 1958: en el Atlántico Sur, a 2700 km al oeste de Ciudad del Cabo (Sudáfrica) y a 160 km al sureste de la isla Tristán da Cunha, el Gobierno de Estados Unidos ―a las 2:28 (hora local) de la madrugada― lanza un cohete desde un barco, con una bomba atómica que se hace estallar en el espacio, a 200 km de altitud. Es la primera prueba (de tres) de la operación secreta Argus.
- 1958: un satélite soviético regresa a la Tierra tras fallar su puesta en órbita; sus tripulantes, dos perros, vuelven sanos y salvos.
- 1958: Montserrat Tresserras y José Vitos cruzan a nado el Canal de la Mancha.
- 1958: en Buenos Aires (Argentina), el Gobierno de Arturo Frondizi pone en vigencia la nueva Ley de Asociaciones Profesionales. Están presentes Andrés Framini, Eleuterio Cardoso y Adolfo Cavalli.
- 1962: la NASA estadounidense lanza la sonda no tripulada Mariner 2 hacia Venus.
- 1963: cerca de Moab (estado de Utah) una explosión en la mina de potasa de Cane Creek, mata a 18 mineros.
- 1964: en Vietnam del Sur, el Gobierno títere de Nguyễn Khánh llega a un acuerdo para compartir el poder con los generales rivales Trần Thiện Khiêm y Dương Văn Minh, que habían participado en complots para derrocar a Khánh.
- 1964: en el área de pruebas atómicas de Nevada (a unos 100 km al noroeste de la ciudad de Las Vegas), a las 6:30 (hora local), Estados Unidos detona a 91 m bajo tierra su bomba atómica Player, de 20 kilotones. Es la bomba n.º 382 de las 1132 que Estados Unidos detonó entre 1945 y 1992.
- 1965: la banda musical británica The Beatles visita a Elvis Presley en su mansión en Graceland.
- 1965: en el área de pruebas atómicas de Nevada (a unos 100 km al noroeste de la ciudad de Las Vegas), a las 5:51 (hora local), Estados Unidos detona a 91 m bajo tierra su bomba atómica Centaur, de 20 kilotones. Es la bomba n.º 429 de las 1132 que Estados Unidos detonó entre 1945 y 1992.
- 1966: el presidente francés Charles de Gaulle inicia una visita a Etiopía.
- 1967: en la ciudad de Londres, Reino Unido fallece el representante de The Beatles, Brian Epstein a la edad de 32 años a causa de una sobredosis.
- 1967: en el cerro Pancasán (Nicaragua), la Guardia Nacional del dictador Anastasio Somoza asesina a varios guerrilleros del FSLN (Frente Sandinista de Liberación Nacional).
- 1968: en el área de pruebas atómicas de Nevada, a las 8:30 (hora local), Estados Unidos detona a 91 m bajo tierra su bomba atómica Diana Moon, de 9 kilotones. Es su bomba n.º 573.
- 1969: en el área de pruebas atómicas de Nevada (a unos 100 km al noroeste de la ciudad de Las Vegas), a las 5:45 (hora local), Estados Unidos detona simultáneamente ―a 332 y a 239 m bajo tierra― dos bombas atómicas: Horehound y Pliers, de 20 y 10 kilotones respectivamente. Fueron las bombas n.º 631 y 632 de las 1132 que Estados Unidos detonó entre 1945 y 1992.
- 1971: en la nación de Chad (África) fracasa un intento de golpe de Estado. El gobierno de Chad acusa a Egipto de participar en el intento y rompe relaciones diplomáticas.
- 1972: en Estados Unidos, el presidente Richard Nixon suprime el servicio militar obligatorio.
- 1972: en San José (Costa Rica) se inaugura el estadio Saprissa.
- 1975: en Madrid (España) se lleva a cabo el secuestro judicial de los semanarios Cambio 16, Destino y Posible por la aplicación de la nueva ley antiterrorista.
- 1975: en Timor portugués, el gobernador de abandona su capital, Dili, y huye a la isla de Atauro, dejando el control a un grupo rebelde.
- 1976: la ciudad de Soweto (Sudáfrica), la policía del apartheid asesina sesenta personas de raza negra.
- 1978: en Teherán (Irán) el sah de Persia, Reza Pahlavi, nombra a Yafar Sharif Emamí como primer ministro.
- 1979: cerca de Warrenpoint (Irlanda del Norte), 18 soldados británicos mueren en una emboscada del IRA Provisional en el ataque más mortífero contra las fuerzas británicas durante la Operación Bandera.
- 1979: en Mullaghmore (República de Irlanda), una bomba del IRA mata también a Lord Mountbatten, miembro de la familia real británica, y a otras tres personas en su barco.
- 1980: elecciones presidenciales en Corea del Sur: Tras llevar a cabo con éxito el Golpe de Estado del Diecisiete de Mayo, el general Chun Doo-hwan, que se presenta sin oposición, consigue que la Conferencia Nacional para la Unificación le elija presidente de la Cuarta República de Corea.
- 1981: en el área de pruebas atómicas de Nevada (a unos 100 km al noroeste de la ciudad de Las Vegas), a las 6:31 (hora local), Estados Unidos detona a 294 m bajo tierra su bomba atómica Islay, de 4 kilotones. Es la bomba n.º 961 de las 1132 que Estados Unidos detonó entre 1945 y 1992.
- 1982: en Ottawa (Canadá) muere tiroteado el coronel Atilla Altıkat, diplomático militar turco. Los Comandos de Justicia del Genocidio Armenio afirman estar vengando la masacre de 1,5 millones de armenios en el Genocidio Armenio de 1915.
- 1983: en Pakistán entran en su decimocuarto día los motines antigubernamentales.
- 1983: en el área de pruebas atómicas de Nevada (a unos 100 km al noroeste de la ciudad de Las Vegas), a las 6:00 (hora local), Estados Unidos detona a 200 m bajo tierra su bomba atómica Jarlsberg, de 2 kilotones. Es la bomba n.º 996 de las 1132 que Estados Unidos detonó entre 1945 y 1992.
- 1985: desde el cabo Cañaveral (estado de Florida), la NASA lanza el transbordador espacial Discovery en la misión STS-51-I para desplegar tres satélites de comunicaciones y reparar un cuarto satélite averiado.
- 1985: en Nigeria, el general de división Ibrahim Babangida derroca al régimen del presidente Muhammadu Buhari mediante un golpe de Estado y se proclama presidente.
- 1986: En la ciudad de Soweto (Sudáfrica), la policía lleva a cabo una brutal represión contra los habitantes.
- 1987: centenares de huelguistas libran choque con policías en dos ciudades de Corea del Sur.
- 1990: cerca de Dobrnia (Yugoslavia) unos 200 mineros mueren en explosión.
- 1991: en Moscú (Rusia) el presidente Mijaíl Gorbachov exhorta a las 15 repúblicas a que conserven la unión militar y económica.
- 1991: la Comunidad Europea reconoce la independencia de los Estados bálticos de Estonia, Letonia y Lituania.
- 1991: Moldavia declara su independencia de la Unión Soviética.
- 1992: 310 km al noreste de Moscú (Rusia), el vuelo 2808 de Aeroflot se estrella al aproximarse al aeropuerto de la ciudad de Ivánovo. Mueren los 84 pasajeros.
- 1992: en Madrid, el rey Juan Carlos y el presidente Felipe González firman la reforma del artículo 13.2 de la Constitución sobre participación política de los extranjeros, la primera modificación de la Carta Magna española.
- 1997: el primer ministro iraquí atraviesa el recién inaugurado cruce fronterizo en Tanef, en la primera visita de un jefe ministerial a Siria en 17 años.
- 1997: Israel levanta un bloqueo de 28 días, impuesto luego de una serie de ataques suicidas por militantes islámicos en Jerusalén.
- 1997: un grupo de arqueólogos descubre en la cueva de El Pendo (Cantabria) uno de los frisos de pinturas rupestres más grandes del mundo, con una antigüedad estimada de 20 000 años.
- 1999: legisladores venezolanos se trepan sobre una verja que rodea el Capitolio en Caracas, en un intento por ocupar las cámaras luego de que la institución queda prácticamente clausurada por orden constitucional.
- 2000: se produce un incendio en la torre de televisión de Moscú, causando la muerte de tres personas.
- 2001: el congreso peruano aprueba levantar la inmunidad constitucional del expresidente Alberto Fujimori con el fin de acusarlo formalmente de crímenes de lesa humanidad.
- 2003: Marte realiza su máximo acercamiento a la Tierra en casi 60 000 años, acercándose a 55 758 005 km.
- 2003: se convocan las primeras conversaciones a seis bandas, en las que participan Corea del Sur y Corea del Norte, Estados Unidos, China, Japón y Rusia, para encontrar una solución pacífica a los problemas de seguridad del programa de armas nucleares norcoreano.
- 2006: en la ciudad de Lexington (estado de Kentucky) el vuelo 5191 de Comair se estrella al despegar del aeropuerto Blue Grass, con destino al aeropuerto internacional Hartsfield-Jackson de Atlanta. En las horas posteriores al accidente se confirma la muerte de 49 de los 50 pasajeros y de la tripulación.
- 2004: en los Juegos Olímpicos de Atenas 2004, la selección de baloncesto de Argentina con su histórica generación dorada derrotó a Estados Unidos en las semifinales del torneo por 89-81. Esta fue la única derrota en Juegos Olímpicos que el equipo estadounidense tuvo en toda la historia desde que comenzó a llevar jugadores de NBA (1992).
- 2009: en Myanmar, la junta militar birmana y los ejércitos étnicos inician tres días de violentos enfrentamientos en la región especial de Kokang.
- 2011: el huracán Irene azota la costa este de Estados Unidos, causando 47 muertos y unos daños estimados en 15 600 millones de dólares.
- 2015: en Guatemala, miles de ciudadanos de manera pacífica exigen la renuncia del presidente Otto Pérez Molina por liderar una organización de fraude aduanero.
- 2022: en la Ciudad del Vaticano, el papa Francisco (85) «crea» cardenal al arzobispo paraguayo, Adalberto Martínez Flores (71), convirtiéndolo de esta manera en el primer cardenal paraguayo de la Iglesia católica en la historia.
- 2024: en México, El Instituto Nacional Electoral confirma que tras 35 años de historia, desaparece a nivel nacional la organización de izquierda Partido de la Revolución Democrática (PRD) al no alcanzar el 3 % de la votación nacional para conservar su registro en las Elecciones federales de México de 2024, dicha extinción se efectuaría hasta el 20 de septiembre de ese mismo año.

## Nacimientos
- 865: Rhazes, polímata persa (f. 925).
- 1407: Ashikaga Yoshikazu, shogún japonés (f. 1425).
- 1471: Jorge, duque de Sajonia (f. 1539).
- 1487: Ana de Brandeburgo, aristócrata alemana (f. 1514).
- 1512: Friedrich Staphylus, teólogo alemán (f. 1564).
- 1542: Juan Federico, aristócrata («duque de Pomerania») y obispo protestante de Cammin (f. 1600).
- 1545: Alejandro Farnesio, aristócrata («duque de Parma»), militar y diplomático español (f. 1592).
- 1624: Koxinga, militar chino-japonés leal a los Ming (f. 1662).
- 1637: Charles Calvert, aristócrata («3.º barón de Baltimore») y político inglés, segundo propietario del estado de Maryland (f. 1715).
- 1665: John Hervey, aristócrata («1.º conde de Bristol»), político inglés (f. 1751).
- 1669: Ana María de Orleans, reina de Cerdeña (f. 1728).
- 1677: Otto Ferdinand von Abensberg und Traun, general austríaco (f. 1748).
- 1724: John Joachim Zubly, pastor, plantador y político suizo-americano (f. 1781).
- 1730: Johann Georg Hamann, filósofo y escritor alemán (f. 1788).
- 1770: Georg Wilhelm Friedrich Hegel, filósofo y académico alemán (f. 1831).
- 1785: Agustín Gamarra, general y político peruano, 10.º y 14.º presidente de Perú (f. 1841).
- 1785: Agustín Gamarra, militar, político y presidente peruano (f. 1841).
- 1795: Giorgio Mitrovich, político maltés (f. 1885).
- 1803: Edward Beecher, ministro y teólogo estadounidense (f. 1895).
- 1809: Hannibal Hamlin, editor y político estadounidense, 15.º vicepresidente de Estados Unidos (f. 1891).
- 1812: Bertalan Szemere, poeta y político húngaro, tercer primer ministro de Hungría (f. 1869).
- 1822: William Hayden English, político estadounidense, representante de Indiana y candidato demócrata a la Vicepresidencia (f. 1896).
- 1827: Charles Lilley, político británico-australiano, 4.º primer ministro de Queensland (f. 1897).
- 1845: Ödön Lechner, arquitecto húngaro, diseñó el Museo de Artes Aplicadas y la iglesia de Santa Isabel (f. 1914).
- 1845: Friedrich Martens, historiador, abogado y diplomático estonio-ruso (f. 1909).
- 1856: Iván Frankó, escritor y poeta ucraniano (f. 1916)
- 1858: Giuseppe Peano, matemático y filósofo italiano (f. 1932).
- 1864: Hermann Weingärtner, gimnasta alemán (f. 1919).
- 1865: James Henry Breasted, arqueólogo e historiador estadounidense (f. 1935).
- 1865: Charles G. Dawes, general, financiero y político estadounidense, 30.º vicepresidente de Estados Unidos, premio nobel de la paz en 1925 (f. 1951).
- 1868: Hong Beom-do, general y activista coreano (f. 1943).
- 1870: Amado Nervo (Amado Ruiz Nervo), poeta, periodista y diplomático mexicano (f. 1919).
- 1871: Theodore Dreiser, novelista y periodista estadounidense (f. 1945).
- 1874: Carl Bosch, químico e industrial alemán, premio nobel de química en 1931 (f. 1940).
- 1875: Katharine McCormick, bióloga, filántropa y activista estadounidense (f. 1967).
- 1877: Charles Rolls, ingeniero y empresario británico-inglés, cofundador de Rolls-Royce Limited (f. 1910).
- 1877: Ernst Wetter, abogado y político suizo, 48.º presidente de la Confederación Helvética (f. 1963).
- 1878: Piotr Vránguel, militar y aristócrata ruso (f. 1928)
- 1879: Cecilio Ocón, militar, político y empresario mexicano (f. 1948).
- 1884: Vincent Auriol, abogado y político francés, presidente de la República Francesa (f. 1966).
- 1884: Alfredo Baldomir, presidente uruguayo (f. 1948).
- 1884: Denis G. Lillie, biólogo británico (f. 1963), miembro de la expedición Terra Nova (1910-1913).
- 1886: Rebecca Clarke, violista y compositora británico-inglesa (f. 1979).
- 1890: Hallie Flanagan, dramaturga estadounidense (f. 1969).
- 1890: Man Ray, fotógrafo y pintor estadounidense-francés (f. 1976).
- 1894: Leopoldo Rother, arquitecto alemán (f. 1974).
- 1895: Andreas Alföldi, arqueólogo e historiador húngaro (f. 1981).
- 1896: Kenji Miyazawa, escritor y poeta japonés (f. 1933).
- 1896: Faina Ranevskaya, actriz soviética (f. 1984).
- 1898: Gaspard Fauteux, empresario y político canadiense, 19.º vicegobernador de Quebec (f. 1963).
- 1899: Cecil Scott Forester, escritor y periodista británico-inglés (f. 1966).
- 1899: Eduardo Torroja Miret, ingeniero español (f. 1961).
- 1901: Heinrich Hauser, escritor y periodista alemán (f. 1955).
- 1902: Juan Mendoza Rodríguez, político y militar peruano (f. 1995).
- 1904: José Asunción Flores, compositor paraguayo (f. 1972).
- 1904: Alar Kotli, arquitecto estonio (f. 1963).
- 1904: Norah Lofts, escritora británico-inglesa (f. 1983).
- 1904: John Hay Whitney, empresario, editor y diplomático estadounidense, fundador de J. H. Whitney & Company (f. 1982).
- 1905: Aris Velouchiotis, militar griego (f. 1945).
- 1906: Ed Gein, asesino en serie y ladrón de cadáveres estadounidense, el Carnicero de Plainfield (f. 1982).
- 1908: Don Bradman, jugador de críquet y entrenador australiano (f. 2001).
- 1908: Lyndon B. Johnson, comandante y político estadounidense, 36.º presidente de Estados Unidos entre 1963 y 1969 (f. 1973).
- 1909: Sylvère Maes, ciclista belga (f. 1966).
- 1909: Charles Pozzi, piloto de carreras francés (f. 2001).
- 1909: Lester Young, saxofonista y clarinetista estadounidense (f. 1959).
- 1911: Kay Walsh, actriz y bailarina británico-inglesa (f. 2005).
- 1912: Gloria Guinness, periodista mexicana (f. 1980).
- 1912: Leo Marjane, cantante francesa (f. 2016).
- 1913: Crescencio Salcedo, compositor, flautista y músico colombiano (f. 1976)
- 1915: Norman Foster Ramsey, físico y académico estadounidense, premio nobel de física en 1989 (f. 2011).
- 1916: Gordon Bashford, ingeniero británico-inglés, codiseñador del Range Rover (f. 1991).
- 1916: Tony Harris, jugador sudafricano de críquet y rugbi (f. 1993).
- 1916: Marcos Madrigal, músico argentino (f. 2010).
- 1916: Pierre Nocca, escultor francés (f. 2016).
- 1916: Martha Raye, actriz y humorista estadounidense (f. 1994).
- 1917: Peanuts Lowrey, jugador de béisbol, entrenador y mánager estadounidense (f. 1986).
- 1918: Jelle Zijlstra, economista y político neerlandés, primer ministro de los Países Bajos (f. 2001).
- 1919: Pee Wee Butts, jugador y entrenador de béisbol estadounidense (f. 1972).
- 1919: Murray Grand, cantautor y pianista estadounidense (f. 2007).
- 1919: Paco Jamandreu, diseñador, escritor y actor argentino (f. 1995).
- 1920: Baptiste Manzini, jugador estadounidense de fútbol americano (f. 2008).
- 1920: James Molyneaux, aristócrata («barón Molyneaux de Killead»), militar y político norirlandés (f. 2015).
- 1921: Georg Alexander, aristócrata («duque de Mecklemburgo») alemán (f. 1996).
- 1921: Humberto Ciganda, político uruguayo (f. 2011).
- 1921: Leo Penn, actor, cineasta y guionista estadounidense (f. 1998).
- 1922: Roelof Kruisinga, médico y político neerlandés, ministro de Defensa de los Países Bajos (f. 2012).
- 1922: Eduardo Ramírez Villamizar, pintor y escultor colombiano (f. 2004).
- 1923: Jimmy Greenhalgh, futbolista y entrenador británico-inglés (f. 2013).
- 1924: David Rowbotham, periodista y poeta australiano (f. 2010).
- 1924: Rosalie E. Wahl, abogada y jurista estadounidense (f. 2013).
- 1924: Fernando Zóbel, pintor español (f. 1984).
- 1925: Andrea Cordero Lanza, cardenal italiano (f. 2017).
- 1925: Nat Lofthouse, futbolista y entrenador británico-inglés (f. 2011).
- 1925: Saiichi Maruya, escritor y crítico japonés (f. 2012).
- 1925: Bill Neilson, político australiano, 34.º primer ministro de Tasmania (f. 1989).
- 1925: Jaswant Singh Neki, poeta y académico indio (f. 2015).
- 1925: Leopoldo Pirelli, empresario italiano (f. 2007).
- 1925: Carter Stanley, cantautor y guitarrista estadounidense de bluegrass (f. 1966).
- 1926: George Brecht, químico y compositor estadounidense-alemán (f. 2008).
- 1926: Kristen Nygaard, matemático, informático y académico noruego (f. 2002).
- 1928: Péter Boross, abogado y político húngaro, 54.º primer ministro de Hungría.
- 1928: Mangosuthu Buthelezi, político sudafricano, ministro principal de KwaZulu (f. 2023).
- 1928: Joan Kroc, filántropa estadounidense (f. 2003).
- 1928: Osamu Shimomura, químico y biólogo japonés, premio nobel de química en 2008 (f. 2018).
- 1929: Ira Levin, novelista, dramaturgo y compositor estadounidense (f. 2007).
- 1929: George Scott, luchador y promotor canadiense-estadounidense (f. 2014).
- 1930: Aase Foss Abrahamsen, escritor noruego (f. 2023).
- 1930: Vladímir Andréyev, actor ruso (f. 2020).
- 1930: Gholamreza Takhti, luchador y político iraní (f. 1968).
- 1931: Sri Chinmoy, gurú y poeta indio expatriado en Estados Unidos (f. 2007).
- 1931: Joe Cunningham, jugador y entrenador de béisbol estadounidense (f. 2021).
- 1931: Edith Gaute, actriz argentina (f. 2013).
- 1932: Cor Brom, futbolista y entrenador neerlandés (f. 2008).
- 1932: Antonia Fraser, historiadora y escritora británico-inglesa.
- 1933: Kerstin Ekman, escritora sueca.
- 1935: Ernie Broglio, jugador de béisbol estadounidense (f. 2019).
- 1935: Michael Holroyd, escritor británico-inglés.
- 1935: Frank Yablans, guionista y productor estadounidense (f. 2014).
- 1936: Joel Kovel, académico y escritor estadounidense (f. 2018).
- 1936: Lien Chan, político taiwanés, vicepresidente de Taiwán.
- 1937: Alice Coltrane, pianista y compositora estadounidense de jazz (f. 2007).
- 1937: Tommy Sands, cantante pop y actor estadounidense.
- 1939: William Least Heat-Moon, escritor e historiador de viajes estadounidense.
- 1939: Edward Patten, cantautor y productor estadounidense (f. 2005).
- 1939: Nikola Pilić, tenista y entrenador yugoslavo.
- 1940: Fernest Arceneaux, cantante y acordeonista estadounidense (f. 2008).
- 1940: Sonny Sharrock, guitarrista estadounidense (f. 1994).
- 1941: Pedro Pablo Rosso, médico chileno.
- 1941: Cesaria Évora, cantante caboverdiana (f. 2011).
- 1941: Bernard Ebbers, empresario canadiense (f. 2020).
- 1941: János Konrád, waterpolista y nadador húngaro (f. 2014).
- 1941: Harrison Page, actor estadounidense.
- 1941: Edward Sels, ciclista belga.
- 1941: Alberto Méndez, escritor español (f. 2004).
- 1942: Daryl Dragon, tecladista, cantante y compositor estadounidense (f. 2019).
- 1942: Brian Peckford, educador y político canadiense, tercer primer ministro de Terranova y Labrador.
- 1943: Chuck Girard, cantautor y pianista estadounidense.
- 1943: Bob Kerrey, teniente y político estadounidense, Medalla de Honor, 35.º gobernador de Nebraska.
- 1943: Luis Rojas Marcos, psiquiatra español.
- 1943: Tuesday Weld, modelo y actriz estadounidense.
- 1944: G. W. Bailey, actor estadounidense.
- 1944: Tim Bogert, cantante y bajista estadounidense (f. 2021).
- 1945: Douglas R. Campbell, abogado y juez canadiense.
- 1945: Marianne Sägebrecht, actriz alemana.
- 1946: Tony Howard, jugador de críquet y entrenador barbadense.
- 1946: Carlos Veglio, futbolista argentino.
- 1947: Barbara Bach, modelo y actriz estadounidense, esposa de Ringo Starr (1940-) desde 1981.
- 1947: Halil Berktay, historiador y académico turco.
- 1947: Kirk Francis, ingeniero y productor estadounidense.
- 1947: Peter Krieg, director, productor y guionista alemán (f. 2009).
- 1947: John Morrison, jugador de críquet y político neozelandés.
- 1947: Gavin Pfuhl, jugador de críquet y presentador deportivo sudafricano (f. 2002).
- 1948: John Mehler, batería estadounidense.
- 1948: Pavlos Sidiropoulos, músico griego (f. 1990).
- 1948: Sgt. Slaughter, luchador retirado estadounidense
- 1948: Deborah Swallow, historiadora y conservadora británico-inglesa.
- 1948: Philippe Vallois, director y guionista francés.
- 1949: Jeff Cook, cantautor y guitarrista estadounidense (f. 2022).
- 1949: Leah Jamieson, informática, ingeniera y académica estadounidense.
- 1949: Ann Murray, soprano irlandesa.
- 1950: Charles Fleischer, cómico y actor estadounidense.
- 1950: Neil Murray, bajista y compositor británico-escocés, de las bandas Whitesnake y Black Sabbath.
- 1950: Guillermo Sheridan, escritor, ensayista y académico mexicano.
- 1950: Edmund Weiner, lexicógrafo y escritor británico-inglés.
- 1951: Buddy Bell, jugador y mánager de béisbol estadounidense.
- 1951: Mack Brown, jugador y entrenador estadounidense de fútbol americano.
- 1951: Randall Garrison, criminólogo y político estadounidense-canadiense.
- 1952: Ramón Colom, periodista español.
- 1952: Papaléo Paes, político y médico brasileño (f. 2020).
- 1952: Paul Reubens, actor y comediante estadounidense (f. 2023).
- 1953: Tom Berryhill, empresario y político estadounidense (f. 2020).
- 1953: Alex Lifeson, cantautor, guitarrista y productor canadiense, de la banda Rush.
- 1953: Joan Smith, periodista y escritora británico-inglesa.
- 1953: Peter Stormare, actor, director y dramaturgo sueco.
- 1954: John Lloyd, tenista y presentador deportivo británico-inglés.
- 1954: Rajesh Thakker, médico y académico británico-inglés.
- 1954: Derek Warwick, piloto británico-inglés de Fórmula 1.
- 1954: Carlos Zannini, político argentino.
- 1955: Kristien Hemmerechts, escritora belga.
- 1955: Robert Richardson, director de fotografía estadounidense.
- 1955: Diana Scarwid, actriz estadounidense.
- 1955: Goran Tocilovac, escritor serbio y francés.
- 1956: Glen Matlock, bajista y cantante británico.
- 1957: Jeff Grubb, diseñador de juegos y autor estadounidense.
- 1957: Bernhard Langer, golfista alemán.
- 1957: MacDonald Taylor, futbolista trinitense.

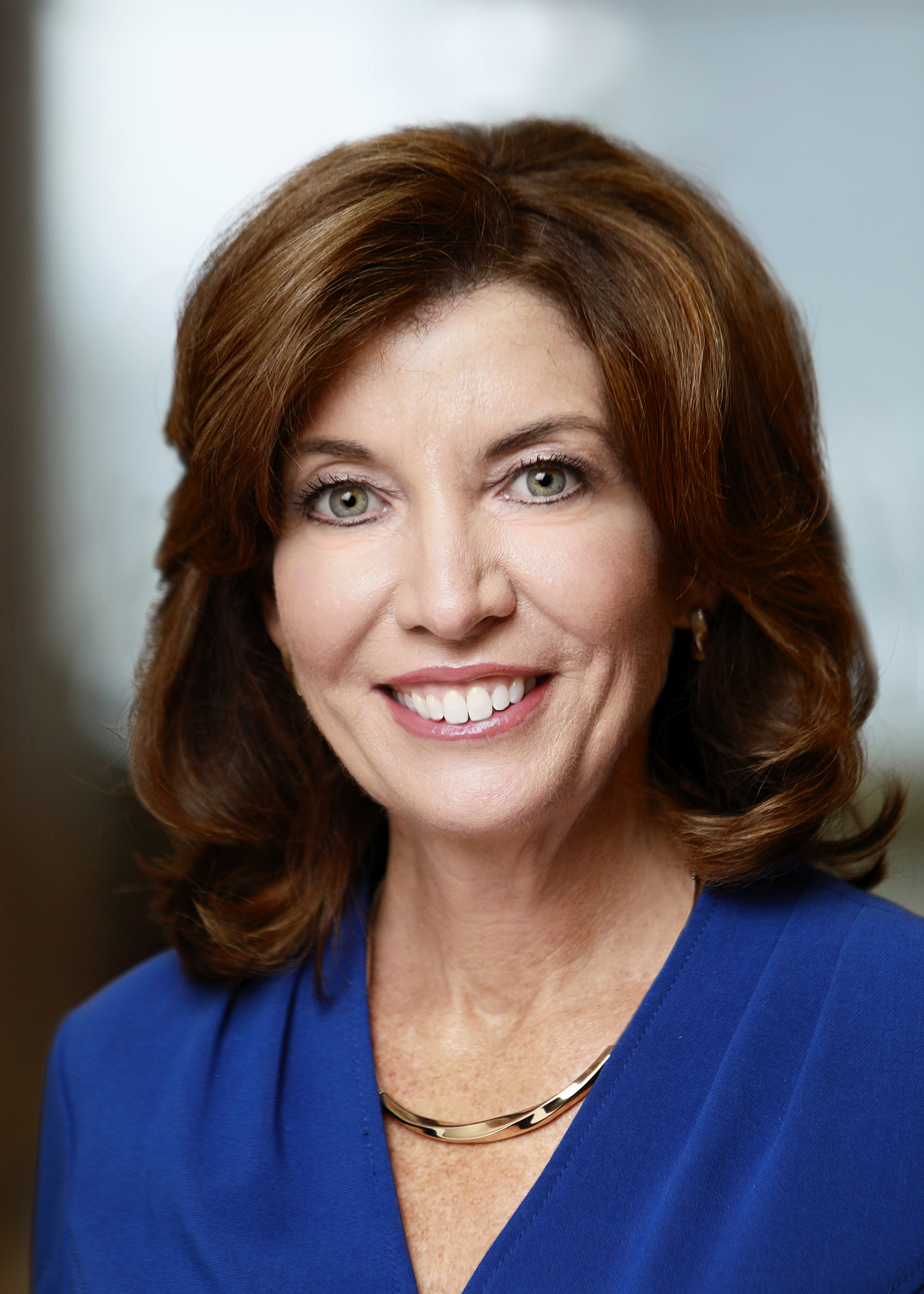
Kathy Hochul

- 1958: Kathy Hochul, abogada y política estadounidense.
- 1958: Sergei Krikalev, ingeniero y astronauta ruso.
- 1958: Tom Lanoye, escritor, poeta y dramaturgo belga.
- 1958: Hugh Orde, policía británico.
- 1958: Marcos Paquetá, futbolista y entrenador brasileño.
- 1959: Gerhard Berger, piloto de Fórmula 1 austríaco.
- 1959: Juan Fernando Cobo, pintor y escultor colombiano.
- 1959: Denice Denton, ingeniera y académica estadounidense (f. 2006).
- 1959: Frode Fjellheim, pianista y compositor noruego.
- 1959: Jaume Huguet García, futbolista español.
- 1959: András Petőcz, escritor y poeta húngaro.
- 1959: Daniela Romo, cantante, presentadora de televisión y actriz mexicana.
- 1959: Jeanette Winterson, periodista y novelista británico-inglesa.
- 1961: Yolanda Adams, cantante, productora y actriz estadounidense.
- 1961: Mark Curry, presentador de televisión y actor británico-inglés.
- 1961: Tom Ford, diseñador de moda y director de cine estadounidense.
- 1961: Steve McDowall, jugador de rugby neozelandés.
- 1961: Helmut Winklhofer, futbolista alemán.
- 1962: Adam Oates, jugador canadiense de hockey sobre hielo.
- 1964: Paul Bernardo, violador y asesino en serie canadiense.
- 1964: Stephan Elliott, actor, cineasta y guionista australiano.
- 1965: Scott Dibble, abogado y político estadounidense.
- 1965: Wayne James, jugador y entrenador de críquet zimbabuense.
- 1965: Kanji Tsuda, cineasta japonés.
- 1965: Ange Postecoglou, futbolista y entrenadora greco-australiana.
- 1965: Paulo Silas, futbolista brasileño.
- 1965: Goran Vasilijević, futbolista serbio.
- 1966: René Higuita, futbolista (arquero) y entrenador colombiano.
- 1966: Jeroen Duyster, remero neerlandés.
- 1966: René Higuita, futbolista colombiano.
- 1966: Juhan Parts, abogado y político estonio, 14.º primer ministro de Estonia.
- 1966: Mónica Pérez, periodista chilena.
- 1967: Ogie Alcasid, cantautor, productor y actor filipino.
- 1967: Rob Burnett, jugador estadounidense de fútbol americano y comentarista deportivo.
- 1967: Ígor Dobrovolski, futbolista ucraniano.
- 1968: Agustín Arana, actor mexicano.
- 1968: Jorge Cadete, futbolista mozambiqueño.
- 1968: Eric «Bobo» Correa, músico estadounidense.
- 1968: Daphne Koller, informática y académica estadounidense de origen israelí.
- 1968: Michael Long, golfista neozelandés.
- 1968: Matthew Ridge, jugador de rugby y presentador deportivo neozelandés.
- 1968: Taylor Wane, actriz pornográfica y modelo erótica británico-inglesa.
- 1968: Lilli Xene, actriz pornográfica estadounidense.
- 1969: Karen Doggenweiler, periodista y presentadora de televisión chilena.
- 1969: Mark Ealham, jugador de críquet británico-inglés.
- 1969: César Millán, entrenador de perros y presentador de televisión mexicano expatriado en Estados Unidos.
- 1969: Reece Shearsmith, actor, humorista y escritor británico-inglés.
- 1969: Chandra Wilson, actriz y directora estadounidense.
- 1969: Inés María Zabaraín, presentadora y periodista colombiana de noticias.
- 1970: Andy Bichel, jugador y entrenador de críquet australiano.
- 1970: Mark Ilott, jugador de críquet británico-inglés.
- 1970: Tony Kanal, músico estadounidense.
- 1970: Tony Kanal, bajista, compositor y productor discográfico británico-estadounidense,  de la banda No Doubt.
- 1970: Pokwang, cómica, actriz, presentadora de televisión y cantante filipina.
- 1970: Gustavo Salmerón, actor español.
- 1970: Jim Thome, jugador y entrenador estadounidense de béisbol.
- 1970: Kelly Trump, actriz pornográfica alemana.
- 1970: Edson Cholbi Nascimento, futbolista brasileño.
- 1970: Karl Unterkircher, alpinista italiano (f. 2008).
- 1971: Marlon Ayoví, futbolista ecuatoriano.
- 1971: Ernest Faber, futbolista y entrenador neerlandés.
- 1971: Kyung Lah, periodista surcoreano-estadounidense.
- 1971: Hisayuki Okawa, corredor japonés.
- 1971: Aygül Özkan, abogado y político alemán.
- 1972: Chris Armas, futbolista Y entrenador estadounidense.
- 1972: Heinz Arzberger, futbolista y entrenador austríaco.
- 1972: Jaap-Derk Buma, jugador neerlandés de hockey sobre hierba.
- 1972: Denise Lewis, heptatleta británico-inglesa.
- 1972: Jimmy Pop, cantautor y guitarrista estadounidense, de la banda Bloodhound Gang.
- 1972: The Great Khali (Dalip Singh), luchador profesional indio.
- 1972: Patricia Vico, actriz española.
- 1973: Danny Coyne, futbolista británico-galés.
- 1973: María Belén Cueto Martín, voleibolista española.
- 1973: Dietmar Hamann, futbolista y entrenador alemán.
- 1973: Burak Kut, cantautor turco.
- 1973: Alexander Fedorovich, futbolista bielorruso (f. 2022).
- 1973: Robert Harrison, dirigente deportivo español.
- 1973: Johan Norberg, historiador y escritor sueco.
- 1973: Eva Parera, abogada y política española.
- 1973: Catherine Scott, atleta jamaicana.
- 1973: Tetsuya Okayama, futbolista japonés.
- 1973: Christian Zübert, director de cine y guionista alemán.
- 1974: Aaron Downey, jugador y entrenador canadiense de hockey sobre hielo.
- 1974: Manny Fernandez, jugador canadiense de hockey sobre hielo.
- 1974: Carolina Ferre, presentadora de televisión española.
- 1974: Michael Mason, jugador de críquet neozelandés.
- 1974: José Vidro, jugador de béisbol estadounidense de origen puertorriqueño.
- 1974: Mohammad Yousuf, jugador pakistaní de críquet.
- 1975: Blake Adams, golfista estadounidense.
- 1975: Mario Gibanel, futbolista español.
- 1975: Mase, rapero, compositor y pastor estadounidense.
- 1975: Jonny Moseley, presentador de televisión y esquiador puertorriqueño.
- 1975: Marko Rudan, futbolista y entrenador australiano.
- 1976: Ivan Benito, futbolista suizo.
- 1976: Sarah Chalke, actriz canadiense.
- 1976: Audrey C. Delsanti, astrónoma y bióloga francesa.
- 1976: Milano Collection A.T., luchador japonés.
- 1976: Carlos Moyá, tenista hispano-suizo.
- 1976: Mark Webber, piloto australiano de Fórmula 1.
- 1977: Deco, futbolista brasileño-portugués.
- 1977: Justin Miller, jugador de béisbol estadounidense (f. 2013).
- 1977: Adriano Fabiano Rossato, futbolista brasileño.
- 1977: Alexandr Usov, ciclista bielorruso.
- 1978: Scott Bell, futbolista británico-inglés (f. 2013).
- 1978: Mase, rapero estadounidense.
- 1978: Demetria McKinney, actriz y cantante estadounidense.
- 1978: Franck Queudrue, futbolista francés.
- 1979: Goran Arnaut, futbolista serbio.
- 1979: Ole Bischof, judoca alemán.
- 1979: Sarah Neufeld, violinista canadiense de la banda Arcade Fire.
- 1979: Justine Pasek, modelo ucraniana.
- 1979: Aaron Paul, actor y productor estadounidense.
- 1979: Karel Rachůnek, jugador checo de hockey sobre hielo (f. 2011).
- 1979: Rusty Smith, patinador de velocidad estadounidense.
- 1980: Rodrigo Baldasso da Costa, futbolista brasileño.
- 1980: Servando Primera, cantautor venezolano.
- 1980: Jezper Söderlund, músico y productor sueco.
- 1981: Patrick J. Adams, actor y director canadiense.
- 1981: Maxwell (Maxwell Scherrer Cabelino Andrade), futbolista brasileño.
- 1981: Don Miguelo, artista urbano dominicano.
- 1981: Chantal Djotodia, enfermera y política centroafricana-beninesa.
- 1981: Alessandro Gamberini, futbolista italiano.
- 1981: Karla Mosley, actriz estadounidense.
- 1981: Óscar Pérez Bovela, futbolista español.
- 1982: Arthuro Bernhardt, futbolista brasileño.
- 1982: Andre Emmett, baloncestista estadounidense (f. 2019).
- 1982: Bergüzar Korel, actriz turca.
- 1982: Rafael dos Santos Silva, futbolista brasileño.
- 1982: Ben Williams, futbolista británico-inglés.
- 1983: Jamala, cantante ucraniana ganadora del Festival de la Canción de Eurovisión 2016.
- 1983: Joanna McGilchrist, jugadora de rugby y fisioterapeuta británico-inglesa.
- 1983: Felice Piccolo, futbolista italiano.
- 1984: David Bentley, futbolista británico-inglés.
- 1984: Amanda Fuller, actriz estadounidense.
- 1984: Sulley Muntari, futbolista ghanés.
- 1985: Kayla Ewell, actriz estadounidense.
- 1985: Kevan Hurst, futbolista británico-inglés.
- 1985: Nikica Jelavić, futbolista croata.
- 1985: Alexandra Nechita, pintora y escultora rumano-estadounidense.
- 1985: Edgar Pinto, ciclista portugués.
- 1986: Lana Bastašić, escritora y traductora serbio-bosnia.
- 1986: Sebastian Kurz, político austríaco, 25.º canciller de Austria.
- 1986: Mario (Mario Dewar Barrett), cantante y actor estadounidense.
- 1986: Jorge Teixeira, futbolista portugués.
- 1986: Rey Volpato, futbolista italiano.
- 1987: Ryota Doi, futbolista japonés.
- 1987: Jonathan Glenn, futbolista trinitense.
- 1987: Joel Grant, futbolista británico-jamaicano.
- 1987: Darren McFadden, jugador estadounidense de fútbol americano.
- 1988: Aythami Álvarez González, futbolista español.
- 1988: Vasile Belous, boxeador moldavo (f. 2021).
- 1988: Maximiliano Montero, futbolista uruguayo.
- 1988: Alexa PenaVega, actriz estadounidense.
- 1989: Romain Amalfitano, futbolista francés.
- 1989: Juliana Cannarozzo, patinadora artística y actriz estadounidense.
- 1989: Andrés Mercado, actor y cantante colombiano.
- 1990: Tori Bowie, atleta estadounidense (f. 2023).
- 1990: Sergio Cidoncha, futbolista español.
- 1990: Mathias Jänisch, futbolista luxemburgués.
- 1990: Luuk de Jong, futbolista neerlandés.
- 1990: Taylor Mitchell, cantante canadiense (f. 2009).
- 1990: Fábio Pena, futbolista brasileño.
- 1990: Soluna Samay, cantante danesa.
- 1991: Robbert de Greef, ciclista neerlandés (f. 2019).
- 1991: Lee Sung-yeol, actor y cantante surcoreano.
- 1991: Daniel Lovitz, futbolista estadounidense.
- 1991: Katya Sambuca, actriz y modelo erótica rusa.
- 1991: Ragnar Nathanaelsson, baloncestista islandés.
- 1991: Nicolás Zuviría, actor y cantante argentino.

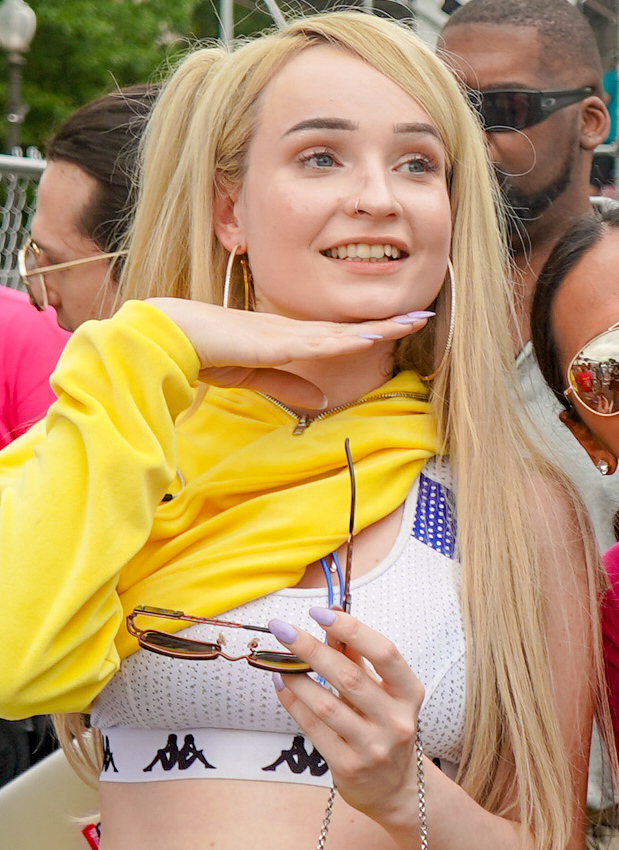
Kim Petras

- 1992: Blake Jenner, actor y cantante estadounidense.
- 1992: Stephen Morris, jugador estadounidense de fútbol americano.
- 1992: Kim Petras, cantante y compositora alemana.
- 1992: Ayame Goriki, actriz y cantante japonesa.
- 1993: Adama Ba, futbolista mauritano.
- 1993: Sarah Hecken, patinadora artística alemana.
- 1993: Vjačeslavs Isajevs, futbolista letón.
- 1993: Olivier Le Gac, ciclista francés.
- 1994: Ellar Coltrane, actor estadounidense.
- 1994: Alex Crognale, futbolista estadounidense.
- 1994: Breanna Stewart, jugadora de baloncesto estadounidense.
- 1995: Jessie Mei Li, actriz británica.
- 1995: Reda Kharchouch, futbolista neerlandés.
- 1995: Usman Sale, futbolista nigeriano.
- 1995: Serguéi Sirotkin, piloto ruso de Fórmula 1.
- 1996: Stefanie Giesinger, modelo alemana.
- 1996: Alba Redondo, futbolista española.
- 1997: Kiril Beliáyev, nadador ruso.
- 1997: Laurynas Birutis, baloncestista lituano.
- 1997: Isak Danielson, cantante sueco.
- 1997: Kári Jónsson, baloncestista islandés.
- 1997: Kijell Medina, futbolista costarricense.
- 1997: Kaito Miyake, futbolista japonés.
- 1997: Lucas Paquetá, futbolista brasileño.
- 1997: Willian Pozo, futbolista cubano.
- 1997: Stjepan Salapić, futbolista croata.
- 1998: Sergi Álamo Bautista, futbolista español.
- 1998: Chloe Scott, actriz pornográfica y modelo erótica alemana.
- 1998: Gete Alemayehu, atleta etíope.
- 1998: Erika Brown, nadadora estadounidense.
- 1998: Jhivvan Jackson, baloncestista puertorriqueño.
- 1998: Kevin Huerter, jugador de baloncesto estadounidense.
- 1998: Matheus Nunes, futbolista portugués.
- 1998: Rod Wave, rapero, cantante y compositor estadounidense.
- 1999: Theo Bair, futbolista canadiense.
- 1999: Mitchell van Bergen, futbolista neerlandés.
- 1999: Cristóbal Campos, futbolista chileno.
- 1999: César García Menéndez, futbolista español.
- 1999: Merle Homeier, atleta alemana.
- 1999: Dilmer Martínez, futbolista hondureño.
- 1999: Alexander Porras, futbolista colombiano.
- 1999: Jared Rhoden, baloncestista estadounidense.
- 1999: Daniela Souza, taekwondista mexicana.
- 1999: Mile Svilar, futbolista belga.
- 1999: Tomoya Hayashi, futbolista japonés.
- 2000: Miljan Vujović, balonmanista esloveno-montenegrino.
- 2001: Franz Wagner, jugador alemán de baloncesto.
- 2007: Ariana Greenblatt, actriz estadounidense.

## Fallecimientos
- 542: Cesáreo de Arlés, obispo y santo francés (n. 470).
- 749: Qahtaba ibn Shabib al-Ta'i, general persa.
- 827: Eugenio II, papa italiano (n. 770).
- 923: Ageltrude, reina de Italia y emperatriz del Sacro Imperio Romano Germánico (n. 860).
- 1146: Eric III, rey dinamarqués.
- 1255: San Hugo de Lincoln (n. 1247).
- 1312: Arturo II, aristócrata («duque de Bretaña») y militar inglés (n. 1261).
- 1394: Emperador Chōkei de Japón (n. 1343).
- 1450: Reginald West, aristócrata («6.º barón De La Warr»), político inglés (n. 1395).
- 1521: Josquin des Prez, compositor flamenco (n. 1450).
- 1545: Piotr Gamrat, arzobispo polaco (n. 1487).
- 1576: Tiziano, pintor y profesor italiano de pintura (n. 1488).
- 1590: Sixto V, papa italiano (n. 1521).
- 1611: Tomás Luis de Victoria, músico, maestro de capilla y compositor español (n. 1548).
- 1635: Lope de Vega, poeta y dramaturgo español (n. 1562).
- 1658: Bárbara de Braganza, reina consorte española (n. 1711).
- 1664: Francisco de Zurbarán, pintor y profesor español de pintura (n. 1598).
- 1748: James Thomson, poeta y dramaturgo escocés (n. 1700).
- 1782: John Laurens, revolucionario, militar y abolicionista estadounidense (n. 1754).
- 1828: Eise Eisinga, astrónomo y académico neerlandés (n. 1744), construyó el planetario Eisinga.
- 1857: Rufus Wilmot Griswold, antólogo, poeta y crítico estadounidense (n. 1815).
- 1861: Rita Pérez de Moreno, activista independentista mexicana (n. 1779), esposa de Pedro Moreno.
- 1865: Thomas Chandler Haliburton, juez y político canadiense (n. 1796).
- 1871: William Whiting Boardman, abogado y político estadounidense (n. 1794).
- 1875: William Chapman Ralston, empresario y financiero estadounidense, fundador del Banco de California (n. 1826).
- 1891: Samuel C. Pomeroy, empresario y político estadounidense (n. 1816).
- 1902: Di Jones, futbolista británico (n. 1867).
- 1903: Kusumoto Ine, primera doctora japonesa de medicina occidental (n. 1827).
- 1909: Emil Christian Hansen, fisiólogo y micólogo danés (n. 1842).
- 1916: Miguel Ahumada, militar y político mexicano (n. 1845).
- 1919: Louis Botha, militar y político sudafricano (n. 1862).
- 1922: Reşat Çiğiltepe, coronel turco (n. 1879).
- 1929: Herman Potočnik, ingeniero croata-austríaco (n. 1892).
- 1931: Frank Harris, periodista y escritor irlandés-estadounidense (n. 1856).
- 1931: Willem Hubert Nolens, sacerdote y político neerlandés (n. 1860).
- 1931: Francis Marion Smith, minero y empresario estadounidense (n. 1846).
- 1935: Childe Hassam, pintor y académico estadounidense (n. 1859).
- 1935: Friedrich Otto Schott, químico alemán (n. 1851).
- 1944: Georg von Boeselager, militar alemán (n. 1915).
- 1945: Hubert Pál Álgyay, ingeniero húngaro, diseñó el puente de Petőfi (n. 1894).
- 1948: Charles Evans Hughes, abogado y político estadounidense, 11.º presidente del Tribunal Supremo de Estados Unidos (n. 1862).
- 1950: Chésare Pavese, escritor, crítico literario y poeta italiano (n. 1908).
- 1956: Pelageya Shajn, astrónoma y académica rusa (n. 1894).
- 1958: Ernest Lawrence, físico y académico estadounidense, premio nobel de física en 1939 (n. 1901).
- 1962: Leopoldo Panero, poeta español (n. 1909).
- 1963: Ernesto Arancibia, cineasta argentino (n. 1904).
- 1963: W. E. B. Du Bois, sociólogo, historiador y activista estadounidense (n. 1868).
- 1963: Inayatullah Khan Mashriqi, matemático y académico pakistaní (n. 1888).
- 1964: Gracie Allen, actriz y comediante estadounidense (n. 1895).
- 1965: Le Corbusier (Charles Edouard Jeanneret), arquitecto y urbanista suizo-francés (n. 1887), diseñador del Pabellón Philips.
- 1967: Henri-Georges Adam, pintor y escultor francés (n. 1904).
- 1967: Brian Epstein, empresario británico, mánager de la banda The Beatles (n. 1934).
- 1967: Silvio Mayorga, guerrillero nicaragüense (n. 1934).
- 1967: Pablo Úbeda (Rigoberto Cruz), maestro y guerrillero nicaragüense (n. años 1940).
- 1968: Marina de Kent, aristócrata griega (n. 1906), esposa del príncipe británico Jorge de Kent.
- 1969: Ivy Compton-Burnett, escritora británico-inglesa (n. 1884).
- 1969: Erika Mann, actriz y escritora alemana (n. 1905).
- 1970: José Alonso, sindicalista argentino (n. 1917).
- 1971: Bennett Cerf, editor estadounidense, cofundador de Random House (n. 1898).
- 1971: Margaret Bourke-White, fotógrafa y periodista estadounidense (n. 1906).
- 1975: Haile Selassie I, aristócrata («emperador») etíope, último monarca de Etiopía (n. 1892).
- 1976: Ángel Garasa, actor mexicano de origen español (n. 1905).
- 1978: Gordon Matta-Clark, pintor e ilustrador estadounidense (n. 1943).
- 1978: Ieva Simonaitytė, escritora y poeta lituana (n. 1897).
- 1979: Louis Mountbatten, aristócrata («1.º conde Mountbatten de Birmania»), almirante y político británico-inglés, 44.º gobernador general de la India (n. 1900).
- 1980: Douglas Kenney, actor, productor y guionista estadounidense (n. 1947).
- 1981: Valeri Kharlamov, jugador ruso de hockey sobre hielo (n. 1948).
- 1986: Arturo Godoy, boxeador chileno (n. 1912).
- 1990: Avdy Andresson, militar y diplomático estonio (n. 1899).
- 1990: Stevie Ray Vaughan, cantautor, guitarrista y productor estadounidense de blues y jazz (n. 1954).
- 1991: Martín Karadagián, deportista y actor argentino (n. 1922).
- 1992: Bengt Holbek, folclorista danés (n. 1933).
- 1994: Beba Bidart, cantante de tangos argentina (n. 1924).
- 1994: Roberto Goyeneche, cantante de tango argentino (n. 1926).
- 1994: Frank Jeske, futbolista alemán (n. 1960).
- 1996: Greg Morris, actor estadounidense (n. 1933).
- 1998: Essie Summers, escritora neozelandesa (n. 1912).
- 1999: Hélder Câmara, sacerdote, arzobispo y teólogo brasileño (n. 1909).
- 2001: Michael Dertouzos, informático y académico griego expatriado en Estados Unidos (n. 1936).
- 2001: Abu Ali Mustafa, político palestino (n. 1938).
- 2002: Edwin Louis Cole, religioso y escritor estadounidense (n. 1922).
- 2003: Manuel Avellaneda Gómez, pintor español (n. 1938).
- 2003: Pierre Poujade, militar y político francés (n. 1920).
- 2004: Willie Crawford, jugador de béisbol estadounidense (n. 1946).
- 2005: Giorgos Mouzakis, trompetista y compositor griego (n. 1922).
- 2005: Seán Purcell, futbolista irlandés (n. 1929).
- 2006: Antón Cañellas, político español (f. 1923).
- 2006: Hrishikesh Mukherjee, director, productor y guionista indio (n. 1922).
- 2006: Jesse Pintado, guitarrista mexicano expatriado en Estados Unidos (n. 1969), de las bandas Napalm Death, Brujería y Terrorizer.
- 2007: Driss Basri, político marroquí (n. 1938).
- 2007: Emma Penella, actriz española (n. 1931).
- 2009: Serguéi Mijalkov, escritor y poeta ruso (n. 1913).
- 2009: Joaquín Ruiz-Giménez Cortés, catedrático, político y abogado español (n. 1913).
- 2010: Anton Geesink, judoca neerlandés (n. 1934).
- 2010: Pedro Penzini Fleury, locutor de radio y escritor venezolano (n. 1936).
- 2010: Popy (Diony José López), humorista, payaso, presentador y productor de televisión venezolano (n. 1946).
- 2010: Amador Schüller, médico y catedrático universitario español (n. 1921).
- 2010: Luna Vachon (Gertrude Vachon), luchadora profesional canadiense (n. 1962).
- 2010: Néstor Zavarce, cantante y actor venezolano (n. 1936).
- 2011: Aloysius Matthew Ambrozic, cardenal esloveno (n. 1930).
- 2011: Heribert Barrera, político español (n. 1917).
- 2011: María Esther Gilio, escritora uruguaya (n. 1928).
- 2011: Stetson Kennedy, escritor y activista estadounidense (n. 1916).
- 2011: Gentil Montaña, guitarrista clásico y compositor colombiano (n. 1942).
- 2012: Neville Alexander, lingüista y activista sudafricano (n. 1936).
- 2012: Aurora Bautista, actriz española (n. 1925).
- 2012: Malcolm Browne, periodista y fotógrafo estadounidense (n. 1931).
- 2012: Art Heyman, jugador de baloncesto estadounidense (n. 1941).
- 2012: Ivica Horvat, futbolista y entrenador croata (n. 1926).
- 2012: Richard Kingsland, capitán y piloto australiano (n. 1916).
- 2012: Geliy Korzhev, pintor ruso (n. 1925).
- 2013: Chen Liting, director y dramaturgo chino (n. 1910).
- 2013: Jorge Morello, ecólogo argentino (n. 1923).
- 2013: Anatoli Onoprienko, asesino en serie ucraniano (n. 1959).
- 2013: Bill Peach, periodista australiano (n. 1935).
- 2013: Dave Thomas, golfista y arquitecto británico-galés de campos de golf (n. 1934).
- 2014: Jacques Friedel, físico y académico francés (n. 1921).
- 2014: Peret (Pedro Pubil Calaf), cantante, guitarrista y compositor español (n. 1935).
- 2014: Valeri Petrov, poeta, dramaturgo y guionista búlgaro (n. 1920).
- 2014: Benno Pludra, escritor alemán (n. 1925).
- 2015: Kazi Zafar Ahmed, político bangladesí, 8.º primer ministro de Bangladés (n. 1939).
- 2015: Pascal Chaumeil, director y guionista francés (n. 1961).
- 2015: Darryl Dawkins, jugador y entrenador de baloncesto estadounidense (n. 1957).
- 2015: Joan Garriga, piloto de motociclismo de velocidad español (n. 1963).
- 2016: Cookie, cacatúa australiana Major Mitchell, el loro más antiguo del que se tiene constancia (n. 1933).
- 2021: Edmond H. Fischer, bioquímico suizo-estadounidense, premio nobel de fisiología en 1992 (n. 1920).
- 2022: Manolo Sanlúcar (78), guitarrista y compositor español (n. 1943).
- 2024: Juan Izquierdo Viana, futbolista uruguayo (n. 1997).

## Celebraciones
Día Mundial de los Lagos
 Por países
(Por orden alfabético)
- Argentina:
  - Día de la Radiodifusión, en recuerdo de la primera transmisión de radio en Argentina, en 1920.[2]Aniversario: 27 de agosto de 1897 (127 años).
  - Día del Trabajador de Estaciones de Servicio y GNC (Gas Natural Comprimido). En reconocimiento de la Federación que nuclea a los trabajadores del sector.[3]
  -  Corrientes: 
    - Aniversario de Santo Tomé.[4]Refundación: 27 de agosto de 1863 (161 años).

  -  Misiones: 
    - Aniversario de Apóstoles.[5]Fundación: 27 de agosto de 1897 (127 años).
      - Posadas: Aniversario del Mercado Modelo «La Placita».[6]Fundación: 27 de agosto de 1956 (68 años).

### Santoral católico
- santa Mónica (387).
- san Rufo de Capua, mártir (s. III/IV).
- santos Marcelino, Mannea, Juan, Serapio y Pedro de Tomis, mártires (c. s. IV).
- san Narno de Bergamo, obispo (s. IV).[7]
- san Poemeno de la Tebaida, abad (s. IV/V).
- san Licerio de Couserans, obispo (c. 540).
- san Cesáreo de Arlés, obispo (542).
- san Juan de Pavía, obispo (c. 825).
- san Gebardo de Constanza, obispo (995).
- san Guarino de Sión, obispo (1150).
- san Amadeo de Lausana, obispo (1159).
- beato Ángel Conti, presbítero (1312).
- beato Rogerio Cadwalador, presbítero y mártir (1610).
- beatos Francisco de Santa María y catorce compañeros, mártires (1627).
- san David Lewis, presbítero y mártir (1679).
- beatos Juan Bautista de Souzy y Udalrico Guillaume, mártires (1794).
- beato Domingo de la Madre de Dios Barberi, presbítero (1849).
- beato Fernando González Añón, presbítero y mártir (1936).
- beato Raimundo Martí Soriano, presbítero y mártir (1936).
- beata María Pilar Izquierdo Albero, virgen (1945).

 Por países
(Por orden alfabético)
- España: 
  - Se da comienzo a las fiestas patronales de Tarazona con la salida del Cipotegato.